# ميليسا مورغان
ميليسا مورغان (بالإنجليزية: Melissa Morgan)‏ هي عازفة الجاز أمريكية، ولدت في 1980.

## وصلات خارجية
- الموقع الرسمي
- ميليسا مورغان على موقع ميوزك برينز (الإنجليزية)
- ميليسا مورغان على موقع ديسكوغز (الإنجليزية)